# Nebet (vizier)
Nebet (“Vrouwe”) werd aangesteld als vizier tijdens het late Oude Rijk van Egypte door farao Pepi I van de 6e dynastie, die haar schoonzoon was. Ze is de eerst geattesteerde vrouwelijke vizier in de geschiedenis van Egypte; de eerstvolgende was pas tijdens de 26e dynastie.
Ze was de vrouw van de edelman Choei.
Haar dochters waren de koninginnen Anchensenpepi I en Anchensenpepi II die respectievelijk de moeders waren van de farao's Merenre Nemtyemsaf en Pepi II.
Haar zoon Djaoe had een graftombe in Abydos en werd vizier voor zijn neven. Nebet wordt vermeld in zijn graftombe.
Vizier Nebet was een tijdgenote van Weni de Oudere.